# Lijst van voetbalinterlands Colombia - Jamaica
Deze lijst van voetbalinterlands is een overzicht van alle officiële voetbalwedstrijden tussen de nationale teams van Colombia en Jamaica. De landen speelden tot op heden vijf keer tegen elkaar. De eerste ontmoeting, een vriendschappelijke wedstrijd, werd gespeeld in Kingston op 6 augustus 1997. Het laatste duel, eveneens een vriendschappelijke wedstrijd, vond plaats op 6 september 2011 in Fort Lauderdale (Verenigde Staten).

## Wedstrijden
| № | Plaats          | Datum            | Competitie             | Wedstrijd          | Uitslag |
| - | --------------- | ---------------- | ---------------------- | ------------------ | ------- |
| 1 | Kingston        | 6 augustus 1997  | Vriendschappelijk      | Jamaica – Colombia | 1 – 0   |
| 2 | Miami           | 12 februari 2000 | CONCACAF Gold Cup 2000 | Colombia – Jamaica | 1 – 0   |
| 3 | East Rutherford | 27 mei 2000      | Vriendschappelijk      | Jamaica – Colombia | 0 – 3   |
| 4 | Miami           | 13 juli 2003     | CONCACAF Gold Cup 2003 | Jamaica – Colombia | 0 – 1   |
| 5 | Fort Lauderdale | 6 september 2011 | Vriendschappelijk      | Jamaica – Colombia | 0 – 2   |

## Samenvatting
| Competitie        | Totaal gespeeld | Winst Colombia | Gelijk | Winst Jamaica | Doelsaldo Colombia – Jamaica |
| ----------------- | --------------- | -------------- | ------ | ------------- | ---------------------------- |
| CONCACAF Gold Cup | 2               | 2              | 0      | 0             | 2 − 0                        |
| Vriendschappelijk | 3               | 2              | 0      | 1             | 5 − 1                        |
| Totaal            | 5               | 4              | 0      | 1             | 7 − 1                        |

Wedstrijden bepaald door strafschoppen worden, in lijn met de FIFA, als een gelijkspel gerekend.

## Details

### Eerste ontmoeting
| Vriendschappelijk (Kingston, Jamaica, 6 augustus 1997): |              | |
| Jamaica | 1 – 0        | Colombia |
| Ricardo Gardner 55' | goals        | |
| René Simões | bondscoach   | Hernán Darío Gómez |
| Warren Barrett Dean Sewell 67' Linval Dixon Durrent Brown Ian Goodison Ricardo Gardner Peter Cargill Fitzroy Simpson 46' Andrew Williams 85' Paul Hall Paul Young | opstellingen | 46' Oscar Córdoba Hugo Galeano Jorge Bermúdez Iván Córdoba 63' Antonio Moreno 70' Freddy Rincón 46' Harold Lozano Mauricio Serna Carlos Valderrama 46' Hamilton Ricard Ricardo Pérez |
| Theodore Whitmore 46' Stephen Malcolm 67' Gregory Messam 85' | wissels      | 46' Miguel Ángel Calero 46' John Wilmar Pérez 46' Victor Pacheco 63' Neider Morantes 70' Hernán Gaviria                                                                              |

### Tweede ontmoeting
| CONCACAF Gold Cup 2000 (Miami, Verenigde Staten, 12 februari 2000): |              | |
| Colombia | 1 – 0        | Jamaica |
| Gonzalo Martínez 15' | goals        | |
| Luis Augusto García | bondscoach   | René Simões |
| Miguel Ángel Calero Andrés Mosquera Carlos Asprilla Gonzalo Martínez Jorge Bolaño Franky Oviedo 73' Gerardo Bedoya Martín Zapata John Wilmar Pérez 90' Faustino Asprilla Jairo Castillo 63' | opstellingen | Aaron Lawrence Christopher Dawes Ian Goodison Marcus Gayle Andrew Williams 46' Ricardo Fuller Theodore Whitmore Ricardo Gardner Marco McDonald Frank Sinclair 75' Steve Green |
| Edwin Congo 63' Mayer Candelo 73' Bonner Mosquera 90' | wissels      | 46' Deon Burton 75' Winston Griffiths |
| Gerardo Bedoya 19' Mayer Candelo 84' | gele kaarten | 37' Marco McDonald 90' Deon Burton |

### Derde ontmoeting
| Vriendschappelijk (East Rutherford, Verenigde Staten, 27 mei 2000): |              | |
| Colombia | 3 – 0        | Jamaica |
| Jairo Castillo 31' Alexander Viveros 75' Héctor Hurtado 90+1' | goals        | |
| Luis Augusto García | bondscoach   | Sebastião Lazaroni |
| Juan Carlos Henao Gonzalo Martínez Wilmer Ortegón 78' Iván Córdoba Gerardo Bedoya Arley Dinas Luis García 46' Franky Oviedo Mayer Candelo 80' Jairo Castillo 86' Iván Valenciano 63' | opstellingen | Aaron Lawrence Linval Dixon 46' Frank Sinclair 46' Damion Stewart Steve Green Christopher Dawes Robert Scarlett Winston Griffiths Jermaine Hue 38' Omar Lamey 46' O'Neill McDonald |
| Alexander Viveros 46' Carlos Castro 63' Alex Fernández 78' Héctor Hurtado 80' Rubiel Quintana 86'                                                                                    | wissels      | 38' Dwayne Richards 46' Onandi Lowe 46' Kevin Deer 46' Ian Goodison |

### Vierde ontmoeting
| CONCACAF Gold Cup 2003 (Miami, Verenigde Staten, 13 juli 2003): |              | |
| Colombia | 1 – 0        | Jamaica |
| Jairo Patiño 43' | goals        | |
| Francisco Maturana | bondscoach   | Carl Brown |
| Faryd Mondragón Gerardo Vallejo José Mera Luis Perea Rubén Darío Bustos 46' Giovanni Hernández Harold Lozano 77' John Javier Restrepo Jairo Patiño 46' Mauricio Molina Jairo Castillo | opstellingen | Donovan Ricketts Craig Ziadie Claude Davis Tyrone Marshall 82' Michael Johnson 60' Richard Langley Theodore Whitmore James Lawrence Ricardo Gardner Andrew Williams 60' Darren Byfield |
| David Montoya 46' Kilian Virviescas 46' Rubén Darío Velásquez 77' | wissels      | 60' Omar Daley 60' Onandi Lowe 82' Fabián Taylor |
| John Javier Restrepo 90' | gele kaarten | 88' James Lawrence |

### Vijfde ontmoeting
| Vriendschappelijk (Fort Lauderdale, Verenigde Staten, 6 september 2011):                                                                                                  |              | |
| Jamaica | 0 – 2        | Colombia |
| | goals        | 54' Teófilo Gutiérrez 90' Jackson Martínez |
| Theodore Whitmore | bondscoach   | ?? |
| Dwayne Miller Xavian Virgo 62' Jermaine Taylor Rodolph Austin 63' Shavar Thomas Damian Williams Dane Richards Demar Phillips Errol Stevens Ryan Johnson 69' Omar Cummings | opstellingen | David Ospina Juan Zúñiga Luis Perea Aquivaldo Mosquera Carlos Sánchez Christian Marrugo Fredy Guarín Pablo Armero 67' Dayro Moreno 75' Teófilo Gutiérrez 81' Radamel Falcao |
| Jason Morrison 62' Keneil Moodie 63' Omar Daley 69' | wissels      | 67' Hugo Rodallega 75' Gustavo Bolívar 81' Jackson Martínez |

Colfútbol · A-internationals · Selecties · Statistieken · Bondscoaches · Colombiaans vrouwenelftal · Olympisch elftal · Colombia U20 · Colombia U17
1938 – 1949 ·
1950 – 1959 ·
1960 – 1969 ·
1970 – 1979 ·
1980 – 1989 ·
1990 – 1999 ·
2000 – 2009 ·
2010 – 2019 ·
2020 – 2029
WK 1962 · 
WK 1990 · 
WK 1994 · 
WK 1998 · 
WK 2014 · 
WK 2018
OS 1968 · 
OS 1972 · 
OS 1980 · 
OS 1992 · 
OS 2016
1938 · 
1939 · 1940 · 1941 · 1942 · 1943 · 1944 · 
1946 · 
1947 · 
1948 · 
1949 · 
1950 · 1951 · 1952 · 1953 · 1954 · 1955 · 1956 · 
1957 · 
1958 · 1959 · 1960 · 
1961 · 
1962 · 
1963 · 
1964 · 
1965 · 
1966 · 
1967 · 
1968 · 
1969 · 
1970 · 
1971 · 
1972 · 
1973 · 
1974 · 
1975 · 
1976 · 
1977 · 
1978 · 
1979 · 
1980 · 
1981 · 
1982 · 
1983 · 
1984 · 
1985 · 
1986 · 
1987 · 
1988 · 
1989 · 
1990 ·
1991 · 
1992 · 
1993 · 
1994 · 
1995 · 
1996 · 
1997 · 
1998 · 
1999 · 
2000 · 
2001 · 
2002 · 
2003 · 
2004 · 
2005 · 
2006 · 
2007 · 
2008 · 
2009 · 
2010 · 
2011 · 
2012 · 
2013 · 
2014 · 
2015 · 
2016 · 
2017 ·
2018 ·
2019 ·
2020 ·
2021
Algerije ·
Argentinië ·
Australië ·
Bahrein ·
België ·
Bolivia · 
Brazilië ·
Canada ·
Chili ·
China · 
Costa Rica ·
Cuba ·
DDR ·
Duitsland ·
Ecuador ·
Egypte ·
El Salvador ·
Engeland ·
Finland ·
Frankrijk ·
Griekenland ·
Guatemala · 
Haïti ·
Honduras ·
Hongarije ·
Hongkong ·
Ierland ·
Irak ·
Israël ·
Ivoorkust ·
Jamaica ·
Japan ·
Joegoslavië ·
Jordanië ·
Kameroen ·
Koeweit · 
Liberia · 
Marokko ·
Mexico ·
Montenegro ·
Nederland ·
Nederlandse Antillen ·
Nicaragua ·
Nieuw-Zeeland · 
Nigeria ·
Noord-Ierland ·
Noorwegen ·
Panama ·
Paraguay ·
Peru ·
Polen ·
Puerto Rico ·
Qatar ·
Roemenië ·
Saoedi-Arabië ·
Schotland ·
Senegal ·
Servië ·
Slovenië ·
Slowakije ·
Sovjet-Unie ·
Spanje ·
Trinidad en Tobago ·
Tsjecho-Slowakije ·
Tunesië · 
Turkije · 
Uruguay ·
Venezuela ·
Verenigde Arabische Emiraten · 
Verenigde Staten ·
Zuid-Afrika ·
Zuid-Korea ·
Zweden ·
Zwitserland
Brazilië (2014) ·
Engeland (2018) ·
Griekenland (2014) ·
Ivoorkust (2014) ·
Japan (2014) ·
Japan (2018) ·
Polen (2018) ·
Senegal (2018) ·
Uruguay (2014)
JFF · A-internationals · Bondscoaches · Selecties · Statistieken · Jamaicaans vrouwenelftal · Olympisch elftal · Jamaica U21 · Jamaica U19 · Jamaica U17
1920 – 1959 · 
1960 – 1969 · 
1970 – 1979 · 
1980 – 1989 · 
1990 – 1999 · 
2000 – 2009 · 
2010 – 2019 · 
2020 – 2029
Gold Cup 1991 · 
Gold Cup 1993 · 
Gold Cup 1998 · 
Gold Cup 2000 · 
Gold Cup 2003 · 
Gold Cup 2005 · 
Gold Cup 2009 · 
Gold Cup 2011 · 
Gold Cup 2015
Copa América 2015
WK 1998
1925 · 
1926 · 
1927–1929 · 
1930 · 
1931 · 
1932 · 
1933–1934 · 
1935 · 
1936 · 
1937 · 
1938 · 
1939–1946 · 
1947 · 
1948 · 
1949 · 
1950 · 
1951 · 
1952 · 
1953 · 
1954–1956 · 
1957 · 
1958 · 
1959 · 
1960 · 
1961 · 
1962 · 
1963 · 
1964 · 
1965 · 
1966 · 
1967 · 
1968 · 
1969 · 
1970 · 
1971 · 
1972 · 
1973 · 
1974 · 
1975 · 
1976 · 
1977 · 
1978 · 
1979 · 
1980 · 
1981 · 
1982 · 
1983 · 
1984 · 
1985 · 
1986 · 
1987 · 
1988 · 
1989 · 
1990 · 
1991 · 
1992 · 
1993 · 
1994 · 
1995 · 
1996 · 
1997 · 
1998 · 
1999 · 
2000 · 
2001 · 
2002 · 
2003 · 
2004 · 
2005 · 
2006 · 
2007 · 
2008 · 
2009 · 
2010 · 
2011 · 
2012 · 
2013 · 
2014 · 
2015 · 
2016 ·
2017 ·
2018 ·
2019 ·
2020 ·
2021 ·
2022 ·
2023 ·
2024
Amerikaanse Maagdeneilanden ·
Antigua en Barbuda ·
Argentinië ·
Aruba ·
Australië ·
Bahama's ·
Barbados ·
Bermuda ·
Bolivia ·
Brazilië ·
Britse Maagdeneilanden ·
Bulgarije ·
Canada ·
Chili ·
China ·
Colombia ·
Costa Rica ·
Cuba ·
Curaçao ·
Dominica ·
Dominicaanse Republiek ·
Ecuador ·
Egypte ·
El Salvador ·
Engeland ·
Frankrijk ·
Ghana ·
Grenada ·
Guatemala ·
Guyana ·
Haïti ·
Honduras ·
Ierland ·
India ·
Indonesië ·
Iran ·
Japan ·
Jordanië ·
Kaaimaneilanden ·
Kameroen ·
Kroatië ·
Maleisië ·
Marokko ·
Mexico ·
Nederlandse Antillen ·
Nicaragua ·
Nieuw-Zeeland ·
Nigeria ·
Noord-Macedonië ·
Noorwegen ·
Panama ·
Paraguay ·
Peru ·
Puerto Rico ·
Qatar ·
Saint Kitts en Nevis ·
Saint Lucia ·
Saint Vincent en de Grenadines ·
Saoedi-Arabië ·
Servië ·
Suriname ·
Trinidad en Tobago ·
Uruguay ·
Venezuela ·
Verenigde Staten ·
Vietnam ·
Wales ·
Zambia ·
Zuid-Afrika ·
Zuid-Korea ·
Zweden ·
Zwitserland